# Trenčianske Teplice
Trenčianske Teplice (em alemão: Trentschinteplitz; húngaro: Trencsénteplic) é uma cidade da Eslováquia, situada no distrito de  Trenčín, na região de Trenčín. Tem 10,45 km² de área e sua população em 2018 foi estimada em 4.140 habitantes.

## Demografia
| Ano:        | 1994 | 2004   | 2014   | 2024   |
| ----------- | ---- | ------ | ------ | ------ |
| Broj ljudi: | 4569 | 4297   | 4130   | 3909   |
| Razlika:    |      | -5,95% | -3,88% | -5,35% |

| Ano:               | 2023 | 2024   |
| ------------------ | ---- | ------ |
| Número de pessoas: | 3908 | 3909   |
| Diferença:         |      | +0,02% |